# Mocanul (pictură de Nicolae Grigorescu)
Acest articol dezvoltă secțiunea Opera a articolului principal Nicolae Grigorescu.
Mocanul este o pictură realizată de pictorul român Nicolae Grigorescu. Cu toate că lucrarea nu a fost semnată și nici datată de către artist, critica de artă a datat-o în anul 1867, în scurta perioadă în care pictorul a revenit de la Barbizon în România. Mocanul lui Nicolae Grigorescu, a fost prima imagine adevărată, înțeleasă și trăită în toată adâncimea țăranului român. În rusticitatea ei autentică și în simplitatea ei debordantă, ea s-a ridicat de-a lungul timpului deasupra tuturor chipurilor grațioase pe care artistul le-a creat
Lucrarea Mocanul reprezintă o imagine familiară a oamenilor care au trăit în România, acolo unde ciobanii duceau oile la munte în mijlocul primăverii și apoi le coborau toamna la Dunăre, când venea vremea rea. S-au pictat în România sute și sute de tipuri de țărani, chiar de Grigorescu. Este de remarcat că niciunul dintre ei nu a fost mai autentic și mai reprezentativ pentru poporul român ca Mocanul.

## Descrierea lucrării
Revenind pentru scurt timp în România, în anul 1867, Nicolae Grigorescu a realizat câteva opere de artă remarcabile: Bărăția din Câmpulung, Maternitate, Scara de la Căldărușani și Mocanul. Deținător al unui meșteșug și a unei libertăți și siguranțe fără de greș în arta picturii, dobândit la Școala de la Barbizon, artistul a folosit paleta lui încă sobră, dar pe care a știut s-o adapteze ca de fiecare dată, motivului și subiectului ales. În această capodoperă a picturii românești. el a știut să smulgă prin accente și tonurile cele mai juste, întreaga poezie a neamului românesc.
Factura și concepția pe care a folosit-o în realizarea tabloului Mocanul, a avut o anume profunzime și o gravitate pe care artistul le-a părăsit uneori în anii ce au urmat.  Acest fapt s-a petrecut în favoarea abordării unui farmec mai de suprafață. Așa cum se vede privind tabloul Mocanul, el se înalță monumental și masiv aproape ca o figură de legendă. Nu există nicio urmă de înfrumusețare sau de căutare a unui pitoresc în sine. Mocanul apare îngândurat și dârz. El a fost clădit din contraste de lumină și umbre, dar bine înfipt în statornicia spațiului și a vremurilor. Acest portret de arată un Mocan cătrănit de griji dar dârz, îmbrăcat în portul tradițional muscelean, din care se remarcă cu tărie sarica mițoasă de oaie. Acest țăran este cu totul diferit în comparație cu idilicii și visătorii ciobănași cu care ne-a obișnuit artistul în creația sa ulterioară.
Mocanul lui Nicolae Grigorescu, a fost prima imagine adevărată, înțeleasă și trăită în toată adâncimea țăranului român. În rusticitatea ei autentică și în simplitatea ei debordantă, ea s-a ridicat de-a lungul timpului deasupra tuturor chipurilor grațioase pe care artistul le-a creat. Cele din urmă au avut un acces mai facil de afectivitate din partea privitorului, ele înfățișând ciobani și ciobănițe care au diluat o tematică ale cărei acorduri grave au răsunat în cele mai de seamă opere ale sale.

## Origini rurale românești
Lucrarea Mocanul reprezintă o imagine familiară a oamenilor care au trăit în România, acolo unde ciobanii duceau oile la munte în mijlocul primăverii și apoi le coborau toamna la Dunăre, când venea vremea rea. S-au pictat în România sute și sute de tipuri de țărani, chiar de Grigorescu. Este de remarcat că niciunul dintre ei nu a fost mai autentic și mai reprezentativ pentru poporul român ca Mocanul. Privindu-l, poți vedea dârzenia ce îi este întipărită în trăsăturile simple, dar atât de energice.
Îmbrăcat într-un costum complicat Mocanul afișează un tip remarcabil de umanitate. Asemenea lui, au fost oameni care au luptat cu vitejie atunci când vremurile au cerut sacrificii umane. Ei au luptat pentru dreptate pentru micul lor petic de pământ. Istoricul și criticul de artă George Oprescu a considerat că există foarte puține creații artistice, chiar și în opera lui Grigorescu, care să fie mai pline de înțelesuri ca acesta. Prin comparație cu lucrarea Țăran francez cosând ( ? - mai degrabă săpând, nota George Oprescu), lucrare în care apare o mogâldeață de om informă, Mocanul ne arată o atitudine dreaptă și maiestuoasă, sigură de sine, realizată cu o rară măiestrie. Pesulația este ceea ce trebuie, acolo unde trebuie și ea contribuie la efectul dorit pe care acest tablou să-l lase. Având un colorit sobru, el este de un rafinament peste măsură în a distribui nuanțele și valorile.
Se poate constata cu mare ușurință că, prin comparație cu dacii sculptați în Columna lui Traian, înfățișarea monumentală a Mocanului demonstrează filiația sa sigură dar atât de îndepărtată în timp cu aceștia.
Varietatea tipurilor psihologice portretizate de Grigorescu este întregită de lucrări ca Mocanul. Personajul masiv, cu chipul îngândurat, este una dintre cele mai expresive redări  ale țăranului din zona de munte a României.